# サンチャゴの鐘
サンチャゴの鐘（サンチャゴのかね）は、大分県竹田市大字拝田原の中川神社に伝わる銅製の鐘。1612年（慶長17年）に制作されたキリシタンの遺物であり、1950年（昭和25年）8月29日に「銅鐘」という名称で国の重要文化財に指定されている。

## 概要
銅鐘は、高さ80.5cm、口径66.0cm、重量108.5kg。舌（ぜつ）は失われている。表面に十字の紋と「HOSPITAL SANTIAGO 1612」の銘文が陽刻されており、この銘文から、1612年（慶長17年）に制作されたもので、長崎にあったミゼリコルディア（慈善院）附属のサンチャゴ病院の鐘であると考えられている。サンチャゴ病院は、レオン・パジェスが著した『日本切支丹宗門史』に「聖ヤコボの病院」として記述されている（「サンチャゴ」はスペイン語・ポルトガル語、「聖ヤコボ」はラテン語で、ともにヤコブのこと）。サンチャゴ病院はミゼリコルディアとともに1620年（元和6年）に破壊されている。
中川神社は代々の岡藩藩主中川氏を祀った神社で、1871年（明治4年）に岡城が取り壊された際に、場内にあった荘嶽社を1872年（明治5年）に現在地に移築したものである。中川氏がこの鐘を所有するに至った経緯については、1629年（寛永6年）から長崎奉行を務めた府内藩主竹中重義によって府内城に運ばれ、竹中重義が汚職の咎により切腹を命じられたあと、府内城の城番を任ぜられた岡藩第2代藩主中川久盛によって岡城にもたらされたのではないかとの推測がある。

## 複製の制作
2012年には、竹田市において、岡藩初代藩主中川秀成の没後400年を記念して、岡藩城下町400年祭事業が行われたが、中川秀成の没年がこの鐘が制作されたのと同じ1612年であったことから、サンチャゴの鐘はイベントのシンボル的存在とされ、複製の制作等が企画された。
2011年末から、オリジナルと同じ音色の複製を制作するための準備として、九州国立博物館によってサンチャゴの鐘の成分分析が行われ、組成は銅87%、スズ8%、鉛3%、鉄2%であることが判明。鉛同位体比の測定結果が日本産鉛とタイ産鉛の中間値を示しており、当時は国内産の鉛が不足してタイからの輸入が行われていたことから、産地は不明であるものの、日本において国内産の鉛をタイ産の鉛を混合して制作されたのではないかとの推定が行われている。
また、この鐘は重要文化財に指定されており保護が優先されることから、これまで鳴らされたことがなかったが、文化庁から4回に限って鐘を打つ許可を得て、2012年5月9日にスタジオで鐘の音が録音された
サンチャゴの鐘の複製は9月30日に鳴らし初めが行われた。